# Patricia Sadovsky
Patricia Sadovsky (Buenos Aires; 1953) es una especialista en didáctica de la matemática, autora, profesora e investigadora argentina.

## Biografía
Sadovsky se recibió como Profesora de Matemática en el Instituto Superior del Profesorado Joaquín V. González en el año 1978. Obtuvo su doctorado en la especialidad Educación - Didáctica de la Matemática en la Facultad de Filosofía y Letras de la Universidad de Buenos Aires.
Es autora y coautora de varios libros, materiales curriculares y documentos oficiales en dicha área; también ha dictado conferencias y publicado investigaciones en revistas académicas. Por ejemplo, encabezó una Capacitación en Matemática en el Aula Magna de la Universidad Nacional del Centro de la Provincia de Buenos Aires.
Se ha desempeñado como docente en varias universidades, así como jurado y directora de tesis. Coordinó, junto a Carmen Sessa, un postítulo sobre enseñanza de la matemática en Escuela de Maestros.
Actualmente es formadora en el área de matemáticas en la Universidad Pedagógica Nacional (UNIPE).
En 2006 fue distinguida con una mención especial por su libro Enseñar matemática hoy .
Es integrante de la Secretaría de Cultura y Educación de SUTEBA.
Patricia Sadovsky es sobrina del matemático y profesor argentino Manuel Sadosky.

## Libros
- 1995, Matemática
- 1995, Matemática 5 (autores varios, ISBN 950-701-040-8)
- 1995, Enseñanza de la matemática
- 2005, Reflexiones teóricas para la Educación Matemática (autores varios, ISBN 978-987-10-8174-5)
- 2005, Enseñar matemática hoy (ISBN 978-987-10-8170-7)[18]